# Yanagi Kaneko

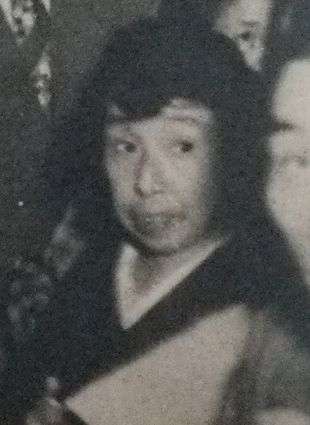
Yanagi Kaneko, 1951

Yanagi Kaneko (jap. 柳 兼子, wirklicher Name: 中島 兼子 Nakashima Kaneko; * 18. Mai 1892; † 1. Juni 1984) war eine japanische Sängerin in der Stimmlage Alt. Sie war verheiratet mit Yanagi Muneyoshi, einem Kunstkritiker, Religionsphilosophen und Begründer der japanischen Volkskunst-Bewegung. Ihr ältester Sohn war der Industriedesigner Yanagi Sōri, ihr zweitältester Sohn ist der Kunsthistoriker Yanagi Munemoto (柳宗玄) und ihr dritter Sohn war der Gartenarchitekt Yanagi Munetami (柳宗民).

## Leben
Nach dem Besuch der 1. Mädchenoberschule Tokio, studierte Kaneko Yanagi an der Musikschule Tokio (東京音楽学校, Tōkyō Ongaku Gakkō), die sie 1901 im Fach Gesang abschloss. Ihre Lehrerin war die deutsch-norwegische Sängerin und Pädagogin Hanka Schjelderup Petzold. 1914 heiratete sie Muneyoshi Yanagi. Ab 1924 unterrichtete sie an der 1. Mädchenoberschule Tokio und der Dōshisha-Frauenuniversität (同志社女子大学, Dōshisha joshi daigaku, Doshisha Women’s College of Liberal Arts). 1927 führte sie gemeinsam mit dem Neuen Sinfonieorchester (新交響楽団, Shin Kōkyō Gakudan), dem Vorläufer des heutigen NHK-Sinfonieorchester, unter der Leitung von Konoe HidemaroWerke von Gustav Mahler auf, darunter die Kindertotenlieder, Rückert-Lieder und Des Knaben Wunderhorn. 1928 hielt sie sich für ein Auslandsstudium in Berlin auf.
Von 1930 an unterrichtete sie dann an der Jiyū-Gakuen-Mädchenschule. Drei Jahre später 1933 wurde sie in Komitee der Preisrichter für den Japanischen Musikpreis der Mainichi Shinbun berufen. Von 1939 an unterrichtete sie an der Kaiserlichen Musikhochschule in Tokio. Sie blieb bis ins hohe Alter von 87 Jahren eine aktive Sängerin.

## Würdigung
“Yanagi Kaneko (1892–1984) developed the Japanese song singing method when Western music is not established in Japan, and was a pioneer in Japan of the Deutsches Lied singing method, and built the vocal music base of Japan.”

「その歌声は「日本の声楽の母」と称えられている.」

„Diese Stimme kann man als die Mutter der japanischen Vokalmusik bezeichnen.“

## Preise und Auszeichnungen
- 1950 Sonderpreis des Mainichi Musikpreises
- 1961 Ehrenmedaille am violetten Band
- 1961 Preis der Japanischen Akademie der Künste (Onshishō)
- 1972 Ernennung zum Mitglied der Japanischen Akademie der Künste

## Diskographie
- Utagokoro (うたごころ), CD, Art Union, ART-3017
- Kaneko Yanagi Gendai Nihon Kakyoku Senshū (現代日本歌曲選集, etwa Auswahl zeitgenössischer japanischer Werke), Audio Lab, OVCA-00001
- Kaneko Yanagi Seikaku Risataru (声楽リサイタル, Vokalmusik), Audio Lab, OVCA-00002 (Live-Aufnahme vom 5. November 1975 in der Daiichi Seimei Hall, Tokio)
- Kaneko Yanagi Gendai Nihon Kakyoku Senshū 2 (現代日本歌曲選集2), Audio Lab, OVCA-00003
- Eien no Aruto Kaneko Yanagi (永遠のアルト 柳兼子, etwa Kaneko Yanagi – die zeitlose Altstimme), Green Door Musikverlag, GD-2001~2003
- Maō Kaneko Yanagi (魔王 柳兼子), Green Door Musikverlag, 2007, GD-2004[5]